# Doniczka

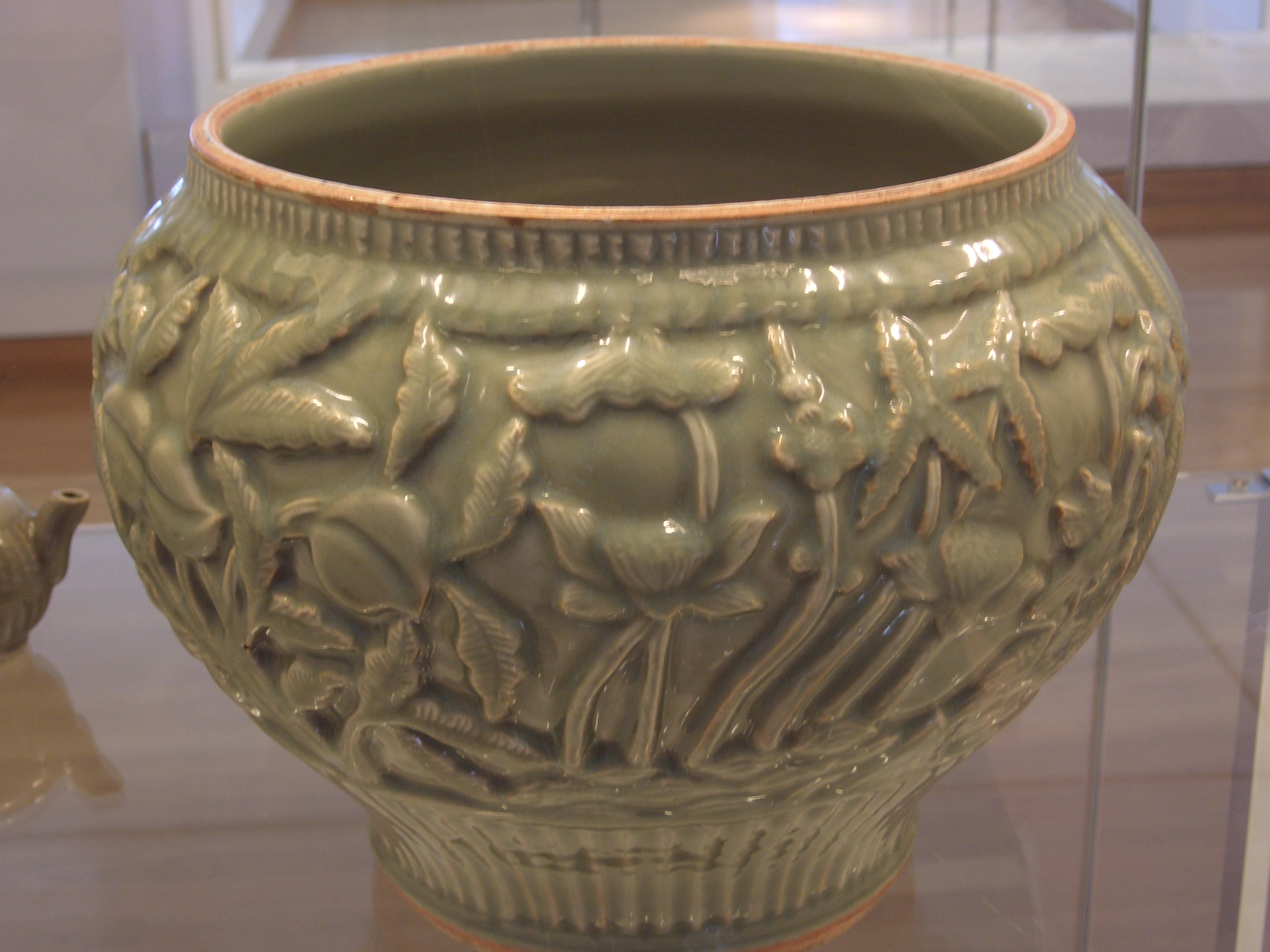
Doniczka ozdobna

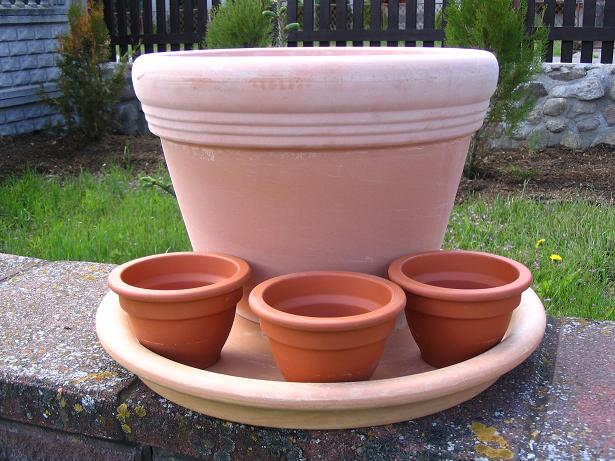
Doniczki występują w wielu rozmiarach

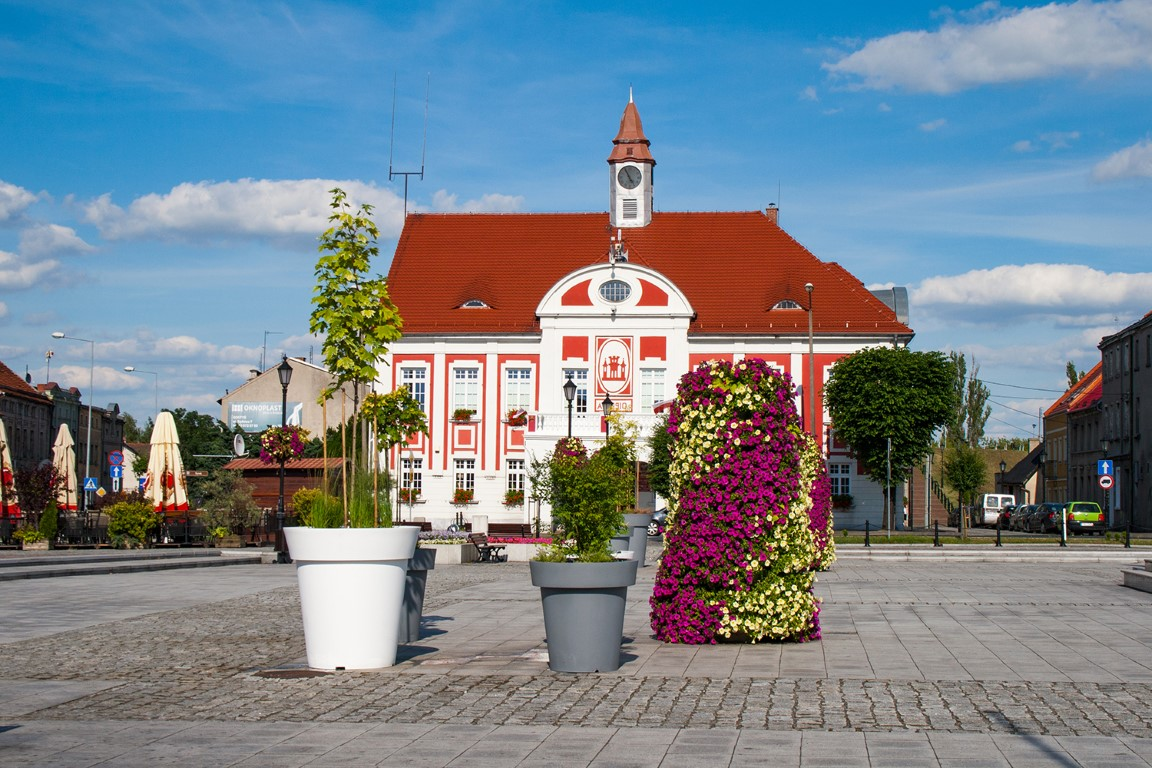
Donice miejskie Terra na rynku w Gostyniu

Doniczka (albo donica) – pojemnik, naczynie służące do uprawy roślin. Doniczki wypełniane są substratem uprawowym (ziemią) odpowiednio do wymagań danego gatunku i posiadają otwór odpływowy (pojemniki bez otworów pełnią rolę osłonek). Wykonywane są z różnych materiałów – z plastiku, ceramiki lub metalu.
Tylko rośliny stosunkowo małe, nie posiadające grubego i rozbudowanego systemu korzeniowego (wyjątkiem są specjalnie przycinane rośliny), mające określone wymogi świetlne oraz akceptujące zakres temperatur w miejscu uprawy, mogą być trzymane w doniczkach – są to tzw. rośliny doniczkowe. Pod doniczką zwykle umieszcza się podstawkę, mającą za zadanie zapobieganie rozlewaniu się wody wyciekającej z otworów odpływowych w dnie doniczki. Otwory te pozwalają na odprowadzanie nadmiaru wilgoci oraz dostarczenie tlenu, aby nie dopuścić do rozpoczęcia się procesu gnilnego rośliny (wyjątkiem jest uprawa hydroponiczna, w której roślina bez przerwy znajduje się w wodzie).
Celem oszczędności miejsca i zastąpienia tradycyjnej małej architektury, we wspólnych przestrzeniach stosowane są donice z dodatkowymi funkcjami, w tym między innymi stołu czy siedziska.   
Oprócz zadań praktycznych, niektóre doniczki spełniają również rolę estetyczną, ozdabiając miejsce w którym się znajdują. W takim wypadku roślina i doniczka powinny ze sobą współgrać, tworząc piękny i harmonijny efekt.